# Cindy Kiro
Alcyion Cynthia (Cindy) Kiro (Whangarei, 17 mei 1958) is een Nieuw-Zeelands politica. Sinds 21 oktober 2021 is zij de gouverneur-generaal van Nieuw-Zeeland.

## Loopbaan
Zij ging naar school in Auckland en studeerde aan de Universiteit van Auckland en de Massey-universiteit.
In oktober 2020 werd Kiro benoemd tot chief executive van de Royal Society Te Apārangi, met ingang van 1 maart 2021.

## Privé
Kiro was 30 jaar getrouwd met een architect, later leraar, en heeft twee zonen met hem. Vijf jaar nadat ze van hem was gescheiden ontmoette ze haar huidige echtgenoot, een huisarts. Ze is stiefmoeder van diens twee zonen. 
- Library of Congress Control Number: no2010206908
- ORCID: 0000-0002-9899-5311
- Virtual International Authority File: 160858522
- WorldCat: E39PBJxRvHTxFBGFtRVbYGgMyd